# Pavetta jambosifolia
Pavetta jambosifolia là một loài thực vật có hoa trong họ Thiến thảo. Loài này được Teijsm. & Binn. mô tả khoa học đầu tiên năm 1866.